# Хакимов, Эрик Кибакович
Э́рик Киба́кович Хаки́мов (род. 10 февраля 1964, Кустанай) — советский казахстанский боксёр, представитель первой полусредней весовой категории. Выступал за сборную СССР по боксу на всём протяжении 1980-х годов, обладатель бронзовой медали Игр доброй воли в Москве, чемпион СССР, победитель и призёр ряда крупных международных турниров, мастер спорта СССР международного класса. Тренер по боксу.

## Биография
Эрик Хакимов родился 10 февраля 1964 года в городе Костанай Казахской ССР. Активно заниматься боксом начал в 1976 году, проходил подготовку в кустанайском областном совете добровольного спортивного общества «Динамо» под руководством заслуженных тренеров Василия Ивановича Лавриненко и Валерия Николаевича Никулина.
Впервые заявил о себе в 1981 году, став призёром Всесоюзной спартакиады школьников. В 1982 году вошёл в состав юношеской советской национальной сборной и одержал победу на чемпионате Европы среди юниоров в ГДР — за это выдающееся достижение был удостоен почётного звания «Мастер спорта СССР международного класса».
Первого серьёзного успеха на взрослом уровне добился в сезоне 1983 года, когда выступил на летней Спартакиаде народов СССР в Москве, где также разыгрывалось советское национальное первенство по боксу, и выиграл у всех своих соперников в зачёте первой полусредней весовой категории. Кроме того, в этом сезоне стал лучим на международном турнире в Берлине, выиграв в финале у известного немецкого боксёра Зигфрида Менерта.
На чемпионате СССР 1984 года в Ташкенте Хакимов дошёл до полуфинала и получил бронзу, проиграв Вячеславу Яновскому. Выступил на Кубке короля в Таиланде, где так же стал серебряным призёром.
На чемпионате страны 1985 года в Ереване попасть в число призёров не смог, уже на предварительном этапе соревнований потерпел поражение от Нурлана Абдыкалыкова.
В 1986 году Хакимов завоевал серебряную медаль на чемпионате СССР в Алма-Ате — в решающем бою проиграл двукратному чемпиону Европы Василию Шишову. Благодаря череде удачных выступлений удостоился права защищать честь страны на Играх доброй воли в Москве, откуда впоследствии привёз награду бронзового достоинства.
В 1987 году боксировал на международном турнире в Берлине — на стадии четвертьфиналов был остановлен немецким боксёром Торстеном Кохом. Последний раз показал сколько-нибудь значимый результат на всесоюзном уровне в сезоне 1988 года, когда на чемпионате СССР в Ташкенте вновь дошёл до финала и снова проиграл решающий поединок Вячеславу Яновскому. В 1989 году принял решение завершить карьеру в любительском олимпийском боксе, уступив место в сборной молодым советским боксёрам.
В период 1990—1991 годов, будучи членом костанайского спортивного клуба «Гранит» пробовал себя на профессиональном ринге. Провёл несколько профессиональных поединков, был претендентом на титул чемпиона СССР среди профессионалов в первом среднем весе.
После завершения карьеры спортсмена занялся тренерской деятельностью, работал тренером по боксу в Костанайской детско-юношеской школе олимпийского резерва. Член Костанайской областной федерации бокса.